# Ecnomus morotus
Ecnomus morotus is een schietmot uit de familie Ecnomidae. De soort komt voor in het Oriëntaals gebied.